# 丹江站
丹江站是一个汉丹线上的铁路车站，位于湖北省十堰市丹江口市车站路，建于1962年，目前为四等站，邮政编码为441900。目前客运：不办理旅客乘降；行李、包裹托运；货运：办理整车、零担、集装箱货物发到；办理整车货物承运前保管。
车站设有专用线通往农夫山泉丹江口水源基地。